# قطب الدين الصفوي
قطب الدين أبو الخير عيسى بن محمد الحسني الإيجي المعروف بـقطب الدين الصفوي (1495 - 1546) عالم مسلم هندي في القرن 10 هـ/ 16 م. ولد في الهند ربما بولاية كجرات من عائلة تنحدر من أصول عربية-فارسية (أسرة هاشمية من بلدة إيج بنواحي شيراز) ونشأ بها وأخذ عن أبيه وغيره من علمائها ثم رحل إلى دلهي وحضر مجالسها وأكرمه السلطان إبراهيم بن إسكندر شاه، آخر ملوك الهند المسلمين من أسرة لودى. وحج وجاور بمكة سنتين وزار بيت المقدس وبلاد الروم فأكرمه السلطان سليمان القانوني وأنعم عليه. هو من فقهاء الشافعية. ومفسر ومنطقي ومتصوف. استوطن مصر وتوفي فيها. من كتبه تفسير من سورة عم إلى آخر القرآن وحاشية على تفسير سورة الفاتحة للبيضاوي.

## سيرته
هو عيسى بن محمد بن عبيد الله بن محمد‌،‌ أبو الخير، قطب الدين الحسني الحسيني الإيجي - أو الإيدجي - المعروف بالصفوي (نسبة إلى جده لأمه السيد صفي الدين والد الشيخ معين الدين الإيجي صاحب التفسير)، ولد سنة 900 هـ / 1495 م في الهند. نشأ نشأةً دينيةً لغويةً ودرس القرآن على يد خاله معين الدين الإيجي واشتغل في النحو والصرف على أبيه وتفقه به. وقد لازم بعض علماء عصره منهم أبا الفضل الكازروني ست سنين بكجرات الهند كما اتصل بالقاضي شهاب الدين الهندي وغيرهما. فرحل إلى دلهي وحضر مجالس العلماء بها وبحث معهم فظهر فضله وأكرمه السلطان إبراهيم بن إسكندر شاه ثم ذهب إلى الحجاز واتصل بعلمائها منهم أحمد بن موسی الشيشني ثم رحل إلى بلاد الشام فدخل دمشق حدو 939 هـ فأخذ عنه جماعة من أهل دمشق وحلب وقام بتدريس شرح الكافية للعلامة الرضي بدمشق. 

سافر إلى الروم مرتين وأنعم عليه السلطان سليمان القانوني بخمسين عثمانياً في خزينة مصر. ثم رجع إلى حلب فقدمها الشيخ محمد الإيجي للقائه وعادا جمعياً إلى دمشق وأخيراً رحل إلى مصر واستوطنها إلى أن توفي بها سنة 953 هـ/ 1546 م.

## مؤلفاته
- الأبحاث المقيدة في الفنون العديدة
- أنموذج العلوم الإسلامية واللغوية
- تفسير من سورة عم إلى آخر القرآن
- حاشية على شرح تفسير الفاتحة للقاضي
- حاشية على شرح جمع الجوامع للمحلي على الفروع، في أصول الفقه.
- حاشية على شرح الكافية للجامي.
- رسالة في الحمدلة
- رسالة في لام التعريف
- رسالة في تفضيل البشر على المَلك (مخطوط في مكتبة المسجد الحرام بمكة)
- حاشية على تفسير البيضاوي (مخطوط في مكتبة برنستون)